# Charles Orville Whitley

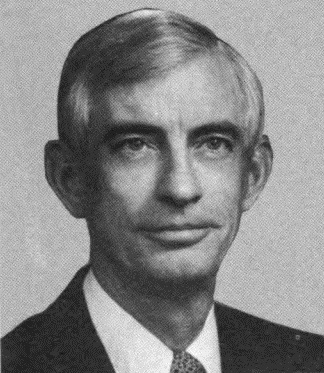
Charles Orville Whitley (1985)

Charles Orville Whitley (* 3. Januar 1927 in Siler City, Chatham County, North Carolina; † 27. Oktober 2002 in Durham, North Carolina) war ein US-amerikanischer Politiker. Zwischen 1977 und 1986 vertrat er den Bundesstaat North Carolina im US-Repräsentantenhaus.

## Werdegang
Charles Whitley besuchte bis 1943 die Siler High School und diente danach zwischen 1944 und 1946 während der Endphase des Zweiten Weltkrieges in der US Army. Bis 1952 gehörte er noch der Reserve dieser Waffengattung an. Nach dem Krieg setzte Whitley seine Ausbildung mit einem Studium an der Wake Forest University in Winston-Salem fort. Nach einem anschließenden Jurastudium an derselben Universität und seiner 1950 erfolgten Zulassung als Rechtsanwalt begann er in Mount Olive in diesem Beruf zu arbeiten. Zwischen 1961 und 1967 war er juristischer Vertreter dieser Stadt.
Politisch war Whitley Mitglied der Demokratischen Partei. Von 1971 bis 1976 gehörte er dem Stab des Kongressabgeordneten David N. Henderson an. Bei den Kongresswahlen des Jahres 1976 wurde er im dritten Wahlbezirk von North Carolina in das US-Repräsentantenhaus in Washington, D.C. gewählt, wo er am 3. Januar 1977 die Nachfolge von Henderson antrat. Nach vier Wiederwahlen konnte er fast fünf vollständige Legislaturperioden im Kongress absolvieren.
1986 verzichtete Whitley auf eine erneute Kandidatur. Er legte sein Mandat am 31. Dezember dieses Jahres nieder, drei Tage vor dem offiziellen Ende der Legislaturperiode am 3. Januar 1987. In den folgenden Jahren arbeitete er als politischer Berater. Charles Whitley starb am 27. Oktober 2002 in Durham.